# Liste von Linux-Malware
Die nachfolgende Liste von Linux-Malware dokumentiert bekannte Würmer, Trojaner und Viren, die Linux-Systeme bzw. Endgeräte angreifen, die Linux einsetzen bzw. Betriebssysteme, die auf Linux aufbauen.

## Übersicht
| Name                     | Typ        | Entdeckt | Anmerkungen |
| ------------------------ | ---------- | -------- | --- |
| Adore                    | Wurm       | 2001     | nutzt die gleichen Schwachstellen aus wie Ramen und L10n worm |
| Ramen                    | Wurm       | 2001     | Attackiert Red Hat Server. |
| Mighty                   | Wurm       | 2002     | |
| Linux.Devnull            | Wurm       | 2002     | Auch bekannt als Linux.Slapper.D |
| Linux/Slapper            | Wurm       | 2002     | |
| Lupper                   | Wurm       | 2005     | Ist unter verschiedenen Namen bekannt, darunter die Bezeichnungen Plupii.C, Lupper.worm.b, Lupper-I und Mare.d. |
| Bliss                    | Virus      |          | Hängt sich an Dateien, die danach nicht mehr ausgeführt werden können |
| L10n worm                | Wurm       |          | Wird „Lion“ ausgesprochen. Printer Server Exploit genutzt um sich zu verbreiten. |
| OSF.8759                 | Virus      | 2007     | Infiziert ELF-Binärdateien auf Linux-Systemen |
| Staog                    | Virus      | 1996     | Auch bekannt als Linux/Staog, nutzt bereits geschlossene Sicherheitslücken, daher inaktiv |
| Linux/Hutizu-A           | Trojaner   | 2012     | Auch unter dem Namen Backdoor.Linux.Hutizu.a bekannt |
| Trojan-Spy.Linux.Small.a | Trojaner   | Jan 2007 | Linux ELF file, stiehlt Daten |
| Hand of Thief            | Trojaner   | Aug 2013 | greift Formulareingaben im Browser ab |
| BASHLITE                 | Virus      | 2014     | |
| Turla                    | Trojaner   | 2014     | stiehlt Daten |
| Mirai                    | Wurm       | 2016     | Auf Internet-of-Things-Geräte spezialisiert |
| QNAPCrypt                | Ransomware | 2019     | Die Ransomware QNAPCrypt funktioniert ähnlich wie andere Ransomware, einschließlich der Verschlüsselung aller Dateien und der Forderung nach Lösegeld.                                                                   |
| Cloud Snooper            | Trojaner   | 2020     | Die Malware wurde durch SOPHOS auf Amazon Web Services Instanzen identifiziert. |
| Winnti                   | Trojaner   | 2019     | Die Malware öffnet eine Hintertür, welche Module für die Linux Variante existieren ist nicht sichergestellt, es wird allerdings davon ausgegangen, dass die gleichen Module wie in der Windows-Version Anwendung finden. |
| Hidden Wasp              | Trojaner   | 2019     | Die Malware besteht aus einem User-Mode Rootkit, einem Trojaner und dem Deployment Script. |
| Evil Gnome               | Trojaner   | 2019     | Hintertür/Trojaner der insbesondere für Linux Desktop System programmiert wurde und sich vermeintlich als GNOME Shell Extension tarnt.                                                                                   |
| Dacls                    | Trojaner   | 2019     | Trojaner der innerhalb einer Botnetz-Infrastruktur eingebunden ist. |